# 李瑾瑩
李瑾瑩或譯李根榮（韓語：이근영，1971年7月25日—），大韓民國電視編劇。

## 作品列表

### 電視劇
- 2006年：SBS《愛恨一線間》
- 2007年：SBS《尋找兒子三萬里》
- 2011年：SBS《薔薇的戰爭》
- 2015年：SBS《媽媽我媳婦》
- 2018年：SBS《我也是媽媽啊》
- 2022年：Netflix《黑色的新娘》

## 外部連結
- NAVER